# Gnophos chalcea
Gnophos chalcea là một loài bướm đêm trong họ Geometridae.